# Defensoria Pública

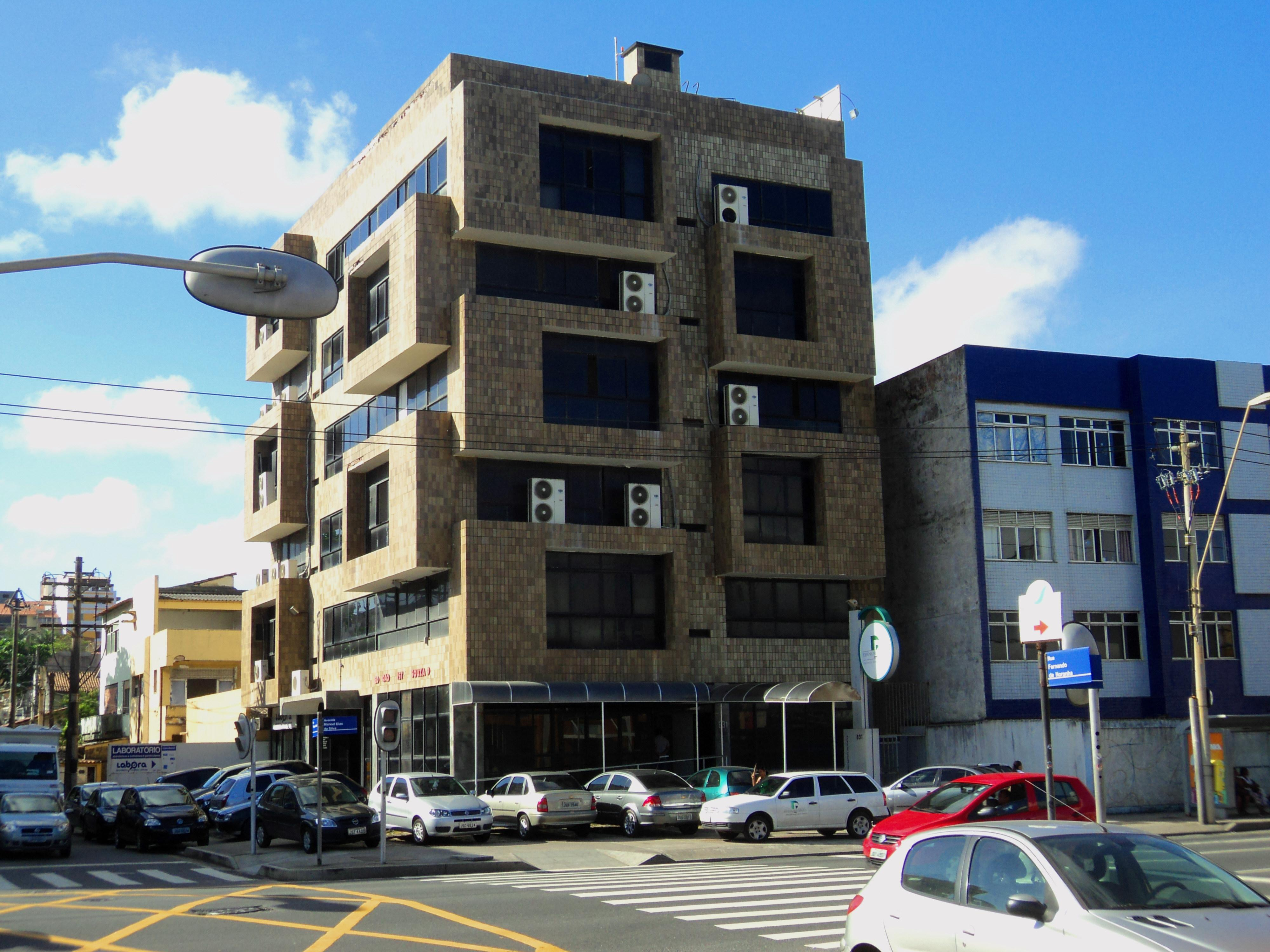
Sede da Defensoria Pública da Bahia em Salvador, Bahia.

A Defensoria Pública é um órgão governamental de acesso à justiça e assistência jurídica gratuita.

## Brasil
No Brasil, tem autonomia administrativa e funcional sem qualquer vínculo hierárquico ao Poder Executivo e sua atribuição constitucional é assegurar aos cidadãos menos favorecidos economicamente o acesso à defesa e a garantia de seus direitos interesses, eis que se trata de um órgão público independente, essencial e permanente incumbido de promover os direitos humanos e a defesa, integral e gratuita, dos necessitados, estando prevista na Constituição Federal do Brasil. Depois de reforma constitucional, às instituições do gênero foi atribuída autonomia funcional, administrativa e orçamentária, passando, portanto, à condição de órgão constitucional independente, sem subordinação ao Poder Executivo.
A Defensoria Pública é regida por sua lei orgânica, que no âmbito federal é a Lei Complementar 80 de 12 de janeiro de 1994, a qual sofreu importantes modificações pela Lei Complementar 132 de 2009. No âmbito estadual, cada Defensoria deverá ter sua própria lei, o que ocorreu em Minas Gerais pela edição da Lei Complementar 65de 16 de janeiro de 2003, que organiza a Defensoria mineira, definindo sua competência e dispondo sobre a carreira de Defensor Público.